# Cultura de Tlatilco

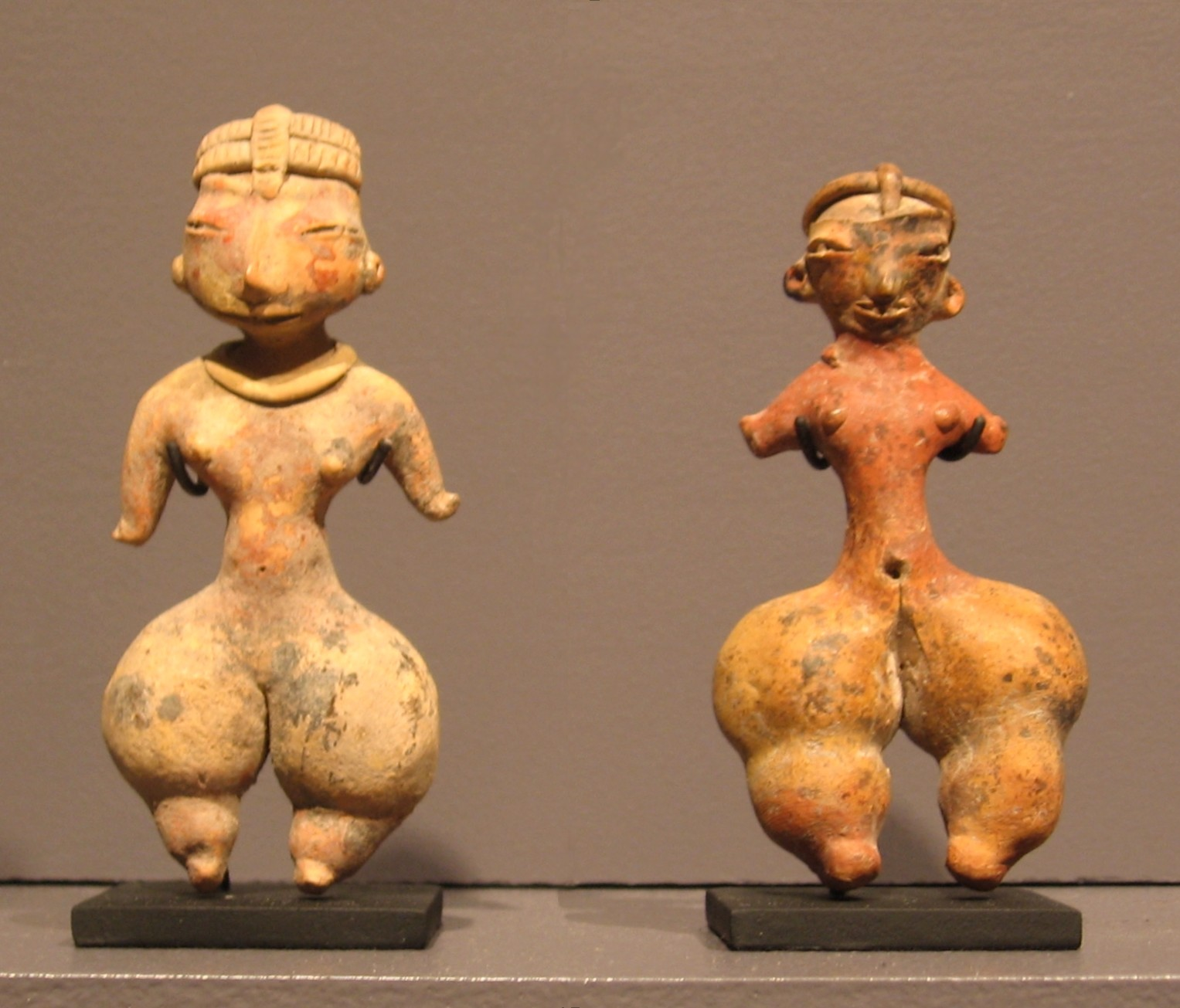
Dos piezas de cerámica de Tlatilco (estado de México). Fase Manantial (ss. X-VIII a. C.).

La cultura de Tlatilco es una cultura arqueológica que floreció en el valle de México en el Preclásico Medio de Mesoamérica (ss. XIII-VIII a. C.) Entre otros sitios relacionados con la cultura de Tlatilco se encuentran Tlatilco, Tlapacoya y Coapexco. 
Los vestigios de la cultura Tlatilca muestran un incremento constante en la especialización en comparación con otras culturas del Preclásico mesoamericano. Entre otras características, los asentamientos de la cultura de Tlatilco se caracterizan por patrones de asentamiento complejos, orientados por las ocupaciones de sus habitantes y su posición en la escala social. Estos rasgos son especialmente evidentes en los yacimientos más grandes de la cultura Tlatilca, que se supone debieron ser importantes centros políticos. 
Durante el florecimiento de Tlatilco también tuvo lugar un incremento en las relaciones comerciales panmesoamericanas. Las principales mercancías en ese tiempo fueron el cinabrio, la obsidiana, las piezas de jade y otros chalchihuites (piedras verdes) así como la alfarería. Las redes internacionales mesoamericanas explican la evolución de las piezas producidas por los portadores de la cultura de Tlatilco, cuya cerámica da cuenta de las relaciones de la cuenca de México, primero con el Occidente de Mesoamérica y después con los olmecas. También permiten comprender la aparición de piezas Tlatilcas en la región de Morelos a más de 200 km al sur del Anáhuac. 